# Banksia ser. Ochraceae
Série
Banksia ser. Ochraceae est la dénomination botanique d'une série de plantes du genre Banksia. Elle est composée de trois espèces endémiques d'Australie.
Les espèces en question sont :
- B. benthamiana ;
- B. audax ;
- B. laevigata.